# Etický kodex fotografů
Etický kodex fotografů vydala organizace National Press Photographers Association (Národní asociace novinářských fotografů NANF).

## Prohlášení o účelu
NANF je profesionální společenství zaměřené na vývoj ve fotožurnalismu, uznávání a respektování veřejných práv, práva na svobodu v hledání pravdy a právo na informování pravdivě a celkově o veřejných událostech a světě, ve kterém žijeme. NANF věří, že žádná zpráva nemůže být kompletní pokud je možné vylepšit nebo vyjasnit význam slov. Věříme, že snímky, pokud jsou použité k zobrazení nových událostí, tak jak se skutečně udály, ilustrují novinky tak jak se staly, nebo pomáhají vysvětlit cokoliv, co je ve veřejném zájmu, a jsou nepostradatelným prostředkem pro udržování přesně informované veřejnosti a že pomáhají všem lidem, mladým i starým, lépe pochopit jakýkoliv předmět veřejného zájmu. NANF uznává a potvrzuje, že fotožurnalisté udržují za všech okolností nejvyšší standard etických zásad při službě pro veřejné blaho.

## Etický kodex
1. Praxe fotožurnalismu, ať už vědecká nebo umělecká, si zaslouží ty nejlepší myšlenky a úsilí těch, kteří si ji vybrali jako svou profesi.
2. Fotožurnalismus poskytuje možnost služby veřejnosti, která se rovná některým jiným povoláním a všichni členové této profese by se měli snažit příkladem a vlivem udržovat vysoký standard a etický postoj bez jakéhokoliv váhání.
3. Každý fotožurnalista má povinnost za všech okolností usilovat o snímky, které informují pravdivě, čestně a objektivně.
4. Jako žurnalisté věříme, že spolehlivost je naším největším nástrojem. V dokumentárním fotožurnalismu je nesprávné upravovat obsah fotografií jakýmkoliv způsobem (elektronicky nebo v temné komoře) a tím pádem klamat veřejnost. Věříme, že směrnice pro férové a pravdivé zpravodajství by mělo být kritériem pro posuzování toho, co může být provedeno s fotografií.
5. Pozměnění fotografie v jakékoliv ze svých mnoha podob je podstatným avšak nepravdivým výkazem, který vede k mystifikaci čtenáře a my jakékoliv podobné změny zavrhujeme.
6. Je naší povinností povzbuzovat a asistovat kterémukoliv členovi naší profese, individuálně nebo kolektivně, aby byla kvalita naší práce pozvednuta na vyšší úroveň.
7. Povinností každého fotožurnalisty je pracovat na udržení všech svobod tisku chráněných zákonem a pracovat na ochraně a expanzi myšlenky volně přístupných zdrojů novinek a vizuálních informací.
8. Žádný etický kód nemůže předvídat každou situaci, tudíž selský rozum a dobrý odhad je nutný pro dodržování etických principů.